# Ignivomous
Ignivomous ist eine australische Death-Metal-Band aus Melbourne, die 2006 gegründet wurde.

## Geschichte
Die Band wurde Mitte 2006 gegründet und bestand aus Jael Edwards, Chris Broadway aka Chris Volcano und Rodney Keil. Alle Mitglieder waren zuvor bereits bei anderen tätig und hatten sich bei einem Festival kennengelernt. Edwards sollte anfangs nur den Gesang übernehmen, spielte aber auch den Bass, während Broadway das Schlagzeug und den Gesang und Keil die E-Gitarre übernahmen. Der Bandname stammt von Chris Broadway und wurde aus den englischen Worten „Ignition“ und „Vomit“ zusammengesetzt. Nach der Gründung machten sie sich auf die Suche nach einem zweiten Gitarristen, der mit Sean Hinds, einem Bekannten von Edwards, gefunden wurde. In den folgenden drei bis vier Monaten schrieben sie an den ersten Liedern und nahmen ein Demo auf. Die Aufnahmen wurden dabei größtenteils live im Studio aufgenommen. 2007 arbeitete die Gruppe weiter an neuen Liedern und trat mit Defiled, StarGazer und Dominaeon auf. 2009 erschien über Nuclear War Now! Productions das Debütalbum Death Transmutation, dem sich 2012 bei demselben Label Contragenesis anschloss.

## Stil
Brian Giffin ordnete die Band in seiner Encyclopedia of Australian Heavy Metal dem Death Metal zu. Für Jason Campbell von voicesfromthedarkside.de klang Path of Attrition als hätten die Mitglieder keine Musik gehört, die nach 1992 veröffentlicht worden sei. Er ordnete sie dem Death Metal zu. Im Interview mit ihm gab Jael Edwards an, dass die Mitglieder durch Musik der späten 1980er/frühen 1990er Jahre beeinflusst wurden. Edwards gab neben Incantations Onward to Golgotha auch Darkthrones Soulside Journey, Dismembers Like an Ever-Flowing Stream und Bolt Throwers Realm of Chaos als Einflüsse an. Scott Alisoglu von Blabbermouth.net schrieb in seiner Rezension zu Death Transmutation, dass hierauf Old-School-Death Metal im Stil von frühen Incantation, Immolation, Dead Congregation und Necrovation enthalten ist. Die Musik klinge düster, morbid und aggressiv und lasse auch Einflüsse aus dem Doom Metal erkennen. Charles von metalreviews.com ordnete Contragenesis dem Death Metal zu und nannte Incantation, Immolation und Morbid Angel als Referenzen. Dabei würden Riffs verwendet werden, die auch zu Alben wie Onward to Golgotha, Close to a World Below oder Gateways to Annihilation gepasst hätten. Die Musik sei komplex und erfordere mehrere Hördurchläufe.

## Diskografie
- 2007: Path of Attrition (Demo, Eigenveröffentlichung)
- 2008: Eroded Void of Salvation (EP, Nuclear War Now! Productions)
- 2008: The Assassin / The Burning Equinox (Split mit Tzun Tzu, Nuclear War Now! Productions)
- 2009: Death Transmutation (Album, Nuclear War Now! Productions)
- 2011: Blood and Mercury (Kompilation, Nuclear War Now! Productions)
- 2012: Contragenesis (Album, Nuclear War Now! Productions)